# Захочу и соскочу: Мастеркласс
«Захочу и соскочу: Мастеркласс» (итал. Smetto quando voglio: Masterclass) — кинофильм режиссёра Сиднея Сибилия, вышедший на экраны в 2017 году. Продолжение ленты «Захочу и соскочу», вышедшей в 2014 году.

## Сюжет
Хотя «банда учёных» прекратила своё существование, а Пьетро оказался в заключении, проблема «умных наркотиков», захлестнувших Рим, никуда не делась. Инспектор Колетти предлагает необычный способ решения этой проблемы — вновь собрать команду Пьетро, но на этот раз для выявления и устранения с рынка новых психотропных препаратов. Члены банды, к которой добавилось несколько новых участников, соглашаются пойти на это в обмен на снятие судимости. Особенно в этом заинтересован сам Пьетро, который вскоре должен стать отцом и отнюдь не собирается оставаться в стороне от воспитания собственного ребёнка. Поначалу всё идёт гладко, одна за одной расшифровываются формулы наркотических веществ, а их создатели устраняются с рынка. Лишь один загадочный наркотик, стремительно набирающий популярность, постоянно ускользает от Пьетро и его друзей...

## В ролях
- Эдоардо Лео — Пьетро Дзинни
- Грета Скарано — инспектор Паола Колетти
- Валерия Соларино — Джулия, девушка Пьетро
- Валерио Апреа[итал.] — Маттиа Арджери
- Паоло Калабрези — Артуро Франтини
- Либеро де Риенцо — Бартоломео Бонелли
- Стефано Фрези — Альберто Петрелли
- Лоренцо Лавиа — Джорджо Сирони
- Пьетро Сермонти — Андреа де Санктис
- Марко Бонини — Джулио Болле
- Франческо Акуароли[англ.] — комиссар Галатро

## Награды и номинации
- 2017 — три номинации на премию «Серебряная лента»: лучшая актриса (Грета Скарано), лучшие костюмы (Патриция Мадзон), лучшая работа художника-постановщика (Алессандро Ваннуччи).
- 2018 — номинация на премию «Давид ди Донателло» за лучшую работу продюсера (Доменико Прокаччи, Маттео Ровере).